# Bugey

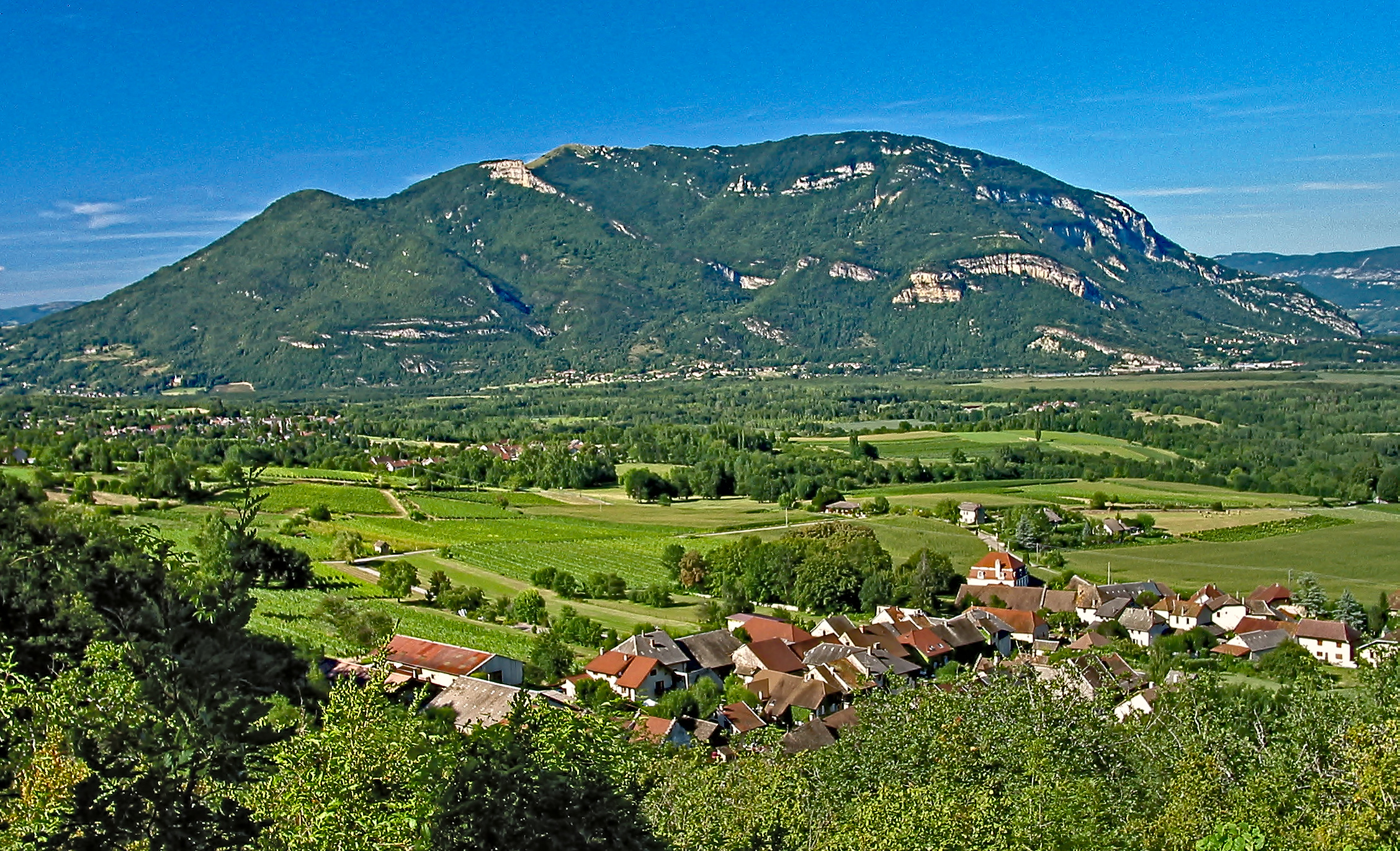
Il Grand Colombier, punto più alto del Bugey (1538 m s.l.m.)

Il Bugey (arpitano: Bugê) è una regione storica del dipartimento dell'Ain, in Francia. È situata lungo un'ansa del fiume Rodano nella parte sudoccidentale del dipartimento, restando compreso tra il Rodano stesso e l'Ain. La sua capitale era Belley.

## Storia
Nel 1077 il conte Amedeo II di Savoia ricevette dall'imperatore Enrico IV la conferma dei suoi diritti sulla signoria del Bugey.
I Savoia ingrandirono successivamente i loro domini sulla regione: nel 1272 ottennero la Bresse in dote e poi il Revermont nel 1289 dal ducato di Borgogna. Questo espansionismo pose i Savoia in urto con il Delfinato che mirava a conquistare le stesse terre: ne derivò una guerra durata mezzo secolo, che portò alla costruzione di molti castelli. Il Trattati di Parigi nel 1355 pose fine alla guerra, lasciando ai Savoia tutti i territori contesi sulla riva destra del Rodano.
Il Bugey conservò sempre una certa autonomia.
Alla morte di Margherita d'Asburgo, erede di Filiberto II di Savoia, Francesco I di Francia, in qualità di nipote dei Savoia, rivendicò ed occupò i domini sabaudi nel 1536. Con la pace di Cateau-Cambrésis del 1559 i territori vennero tuttavia restituiti ai Savoia.
La signoria del Bugey appartenne alla Casa Savoia fino al 1601, quando passò al Regno di Francia in seguito al trattato di Lione, venendo aggregato amministrativamente alla generalità di Borgogna.
Nel 1790 il Bugey entrò a far parte del nuovo dipartimento dell'Ain.

## Demografia
Gli abitanti delle aree rurali di Bugey, Valromey, e Serrières-en-Chautagne parlano Savorêt, un dialetto affine all'Arpitano, la prima lingua in queste zone sino agli anni '70.

## Economia
Il Bugey è noto per il suo vino, il Bugey AOC.